# Donkere erebia
De donkere erebia (Erebia meolans) is een vlinder uit de onderfamilie Satyrinae van de familie Nymphalidae, de vossen, parelmoervlinders en weerschijnvlinders. De bovenkant van de vleugels bij het mannetje is wittig van kleur, bij het vrouwtje bruin. De soort komt voor in Spanje, Frankrijk, Andorra en het alpengebied. De vlinder heeft een voorvleugellengte van 19 tot 27 millimeter. De soort vliegt van mei tot augustus. De vlinder vliegt op hoogtes van 600 tot 2300 meter boven zeeniveau. De habitat bestaat uit grasland.
De waardplanten van de donkere erebia komen uit de grassenfamilie. De soort overwintert als rups.